# Spermacoce humifusa
Spermacoce humifusa är en måreväxtart som beskrevs av Carl Ludwig von Willdenow, Johann Jakob Roemer och Schult.. Spermacoce humifusa ingår i släktet Spermacoce och familjen måreväxter.
Artens utbredningsområde är Colombia. Inga underarter finns listade i Catalogue of Life.